# Antennella recta
Antennella recta är en nässeldjursart som beskrevs av Nutting 1927. Antennella recta ingår i släktet Antennella och familjen Halopterididae. Inga underarter finns listade i Catalogue of Life.